# Není burger jako burger
Není burger jako burger (v anglickém originále Meat Is Murder) je 21. díl 33. řady (celkem 727.) amerického animovaného seriálu Simpsonovi. Scénář napsal Michael Price a díl režíroval Bob Anderson. V USA měl premiéru dne 15. května 2022 na stanici Fox Broadcasting Company a v Česku byl poprvé vysílán 27. června 2022 na stanici Prima Cool.

## Děj
Před 50 lety neúspěšně vystoupil před veřejností komik jménem Šáša Krusty. Aby si pochutnal, zastaví se v restauraci Nic moc burger. Kuchař Gus mu velmi rychle podává hamburger. Krusty podnik chválí za jeho rychlost, Gus si však stěžuje, že s kolegou nemají mnoho zákazníků. Krusty navrhne, že by je mohl propagovat on sám.
Letos slaví Krusty Burger na festivalu 50. výročí svého vzniku. Marge dá Líze veganský hamburger a nabídne i dědovi Abeovi. Ten však odmítá jakýkoliv hamburger od Krusty Burgeru. V tuto hodinu Homer nakoupí spoustu zlevněných hamburgerů do zásoby, ale sežerou mu je ptáci. Abe vypráví Líze o „Simpsonovic prokletí“.
Zatímco si Krusty užívá kaviár, přijde za ním Augustus Redfield, miliardář a šéf koncernu RedStar. Oznámí klaunovi, že ho přišel zničit – odhaluje, že je ve skutečnosti Gus, který před 50 lety ukradl jeho nápad a zruinoval ho. Augustus nyní koupil svou mateřskou společnost Krusty Burger, propustil Krustyho a zbavil ho veškerá práva na image a výrobky. August veřejně oznámí konec a je v rozpacích, že s ním není jeho kolega. Ukázalo se však, že to byl Abe Simpson.
V minulosti Krusty sám dělal reklamu na Nic moc burger. Za svou práci si řekne o polovinu podílu, ale personál kuchyně (Abe a Gus) nesouhlasí a Krustyho vyhodí. Šáša otevírá první Krusty Burger přímo před restaurací Nic moc burger a využije ukradeného nápadu – trojitou obracečku.
Opět v současnosti Gus požádá Abea, aby zasedl v představenstvu jeho koncernu nyní vlastnícího i Krusty Burger. Dědeček váhá, protože se bojí „Simpsonovic kletby“, ale Líza ho povzbudí, aby to zkusil. Dědeček souhlasí pod jednou podmínkou: Líza pojede s ním. August se chlubí svým bohatstvím a dětmi a ukazuje Abeovi jejich starou restauraci.
Mezitím Gusova dcera Sheila představuje Líze svůj plán na změnu značky RedStar na GreenStar. Sheila a její bratři mají plán, jak to uskutečnit: v pondělí děda Simpson na představenstvu požádá Augusta, aby odešel. Aby Lízu Sheila přesvědčila ke spolupráci, pustí jí film o budoucnosti firmy v případě vlastnictví Sheily. 
Na představenstvu akcionářů společnosti podají Augustovy děti návrh na vyslovení nedůvěry svému otci. Ostatní tři akcionáři (Angela Merkelová, Kevin O'Leary a Charli D'Ameliová) podporují Augustovo setrvání ve funkci. Rozhodující hlas má Abe, který se odmítá postavit svému dlouholetému příteli. August, kterému ve skutečnosti na obnovení hamburgerového byznysu příliš nezáleží, se rozhodne vyhodit ze společnosti své děti. Abe učinil členem představenstva právě proto, aby nadále setrval ve funkci, jelikož o vzpouře dětí tušil. U dědy Simpsona se však projeví jeho mentální nezpůsobilost, takže jeho hlas nemůže být právně zohledněn, čímž Abe zmaří všechny Gusovy plány. Líza a dědeček se spokojeně vracejí domů.
V mezititulkové scéně pracuje Krusty na poli, když ho osloví právnička ve RedStaru. Sdělí mu dobrou zprávu, že se může vrátit ke své show a image klauna na uhrazení notářských výloh, s čímž bezvýhradně souhlasí.

## Kulturní odkazy
Děj dílu je podobný filmu Zakladatel v roce 2016. Narážel také na řetězec McDonald's.
Marge místo Krusty festu plánovala jít na Holandské dny tulipánů v Michiganu.
Augustova píseň o bohatství je parodií na „Pure Imagination“ z filmu Karlík a továrna na čokoládu.

## Přijetí

### Sledovanost
Ve Spojených státech díl během premiéry sledoval jeden milion diváků.

### Kritika
Tony Sokol z Den of Geek ohodnotil díl kladně, konkrétně napsal: „Není burger jako burger je vyvážená nabídka podávaná rychle. Je dojemná a didaktická, zároveň i chytrá a podbízivá. Příběh má hloubku, dvojí zápletku a solidní třetí dějství. Je tu otevřena bezvýchodná situace, protože hlasování zůstane navždy na mrtvém bodě. Díky tomu je však díl spíše sadisticky podvratný než úspěšný nástupce.“
Marcus Gibson z webu Bubbleblabber udělil dílu 6,5 bodů z 10 s komentářem: „Celkově vzato díl Není burger jako burger nabízí zajímavou část dědečkových a Krustyho začátků v restauraci. Bohužel je to jediná věc, která brání tomu, aby se tento podnik zcela rozpadl. Kromě retrospektivních scén a hostujících hvězd spadá epizoda do obvyklých korporátních nástrah jako ostatní seriály, ale nemá investující značku, kterou by mohla prodat svým zákazníkům. Není to to nejhorší, co tato sezóna přinesla, ale v porovnání s ostatními epizodami to pro mě také není nic, co bych si zapamatoval. Doufejme, že Simpsonovi zakončí tuto řadu pozitivně v závěrečné epizodě příští týden.“